# Micrixalus herrei
Espèce
Micrixalus herrei est une espèce d'amphibiens de la famille des Micrixalidae.

## Répartition
Cette espèce est endémique d'Inde. Elle se rencontre au Tamil Nadu dans les districts de Kanniyakumari et de Tirunelveli et au Kerala dans les districts de Thiruvananthapuram et de Kollam dans les Ghâts occidentaux,.

## Description
Le mâle topotype mesure 17,7 mm.

## Taxinomie
Micrixalus herrei considérée par Robert Frederick Inger en 1984 comme synonyme de Micrixalus fuscus a été relevée de sa synonymie par Biju, Garg, Gururaja, Shouche et Walujkar en 2014.

## Étymologie
Cette espèce est nommée en l'honneur de Albert William Christian Theodore Herre.

## Publication originale
- Myers, 1942 : A new frog of the genus Micrixalus from Travancore. Proceedings of the Biological Society of Washington, vol. 55, p. 71–74 (texte intégral).